# Базазьянц, Стелла Борисовна
Сте́лла Бори́совна Базазья́нц (9 мая 1932, Москва — 11 сентября 2019, Москва) — советский и российский искусствовед, специалист по современному искусству; в период с 1989 по 1992 год являлась главным редактором журнала «Декоративное искусство СССР». Заслуженный работник культуры РСФСР (1988); президент Ассоциации московских галерей (АМОГ) с 1991 по 1997 год, академик РАХ (2012).

## Биография
Стелла Базазьянц родилась 9 мая 1932 года в Москве; в 1952 году поступила на искусствоведческое отделение исторического факультета Московского государственного университета им. М. В. Ломоносова (МГУ). В 1956 году она защитила дипломную работу, выполненную под научным руководством профессора Юрия Колпинского. В 1963 году Базазьянц стала членом Московского отделения Союза художников СССР.
Начала работать в журнале «Декоративное искусство СССР»: в 1957—1976 годах Базазьянц являлась заведующей отделом журнала; в период с 1976 по 1989 год она занимала пост заместителя главного редактора, а в 1989 году стала главным редактором — оставалась в должности до 1992 года. В 1991—1997 годах занимала пост президента Ассоциации московских галерей (АМОГ). В 1988 году получила звание «Заслуженный работник культуры»; затем стала заслуженным деятелем искусств России. Уже в XXI веке, в 2012 году, стала академиком Российской академии художеств по отделению искусствознания. Скончалась 11 сентября 2019 года в Москве.

## Основные работы
- «Художник, пространство, среда». М., 1983;
- «А. В. Васнецов». Монография, М., 1989;
- Каталог «Московские галереи», 1995;
- Каталог о галеристах. М., 1993;
- Статья в каталоге выставки «Гиперреализм и его окрестности». М., 2007;
- Статья в каталоге выставки «Русская метафора». М., 2007;
- Статья «Rara avis» (о художнике Сергее Есаяне). ДИ. М., 2008;
- Серия статей по современному интерьеру в журнале-газете «Стиль жизни» — «Место встречи изменить нельзя», «Москва обречена на любовь», «Музей современного искусства»: № 22, 23, 29 — 1998; 31,32 — 1999; 40 — 2000.